# Прищепа, Дмитрий Сергеевич
Дмитрий Сергеевич Прищепа (бел. Дзмітрый Сяргеевіч Прышчэпа; род. 21 июня 2001, Минск) — белорусский футболист, защитник клуба «Урал» и национальной сборной Беларуси.

## Клубная карьера
Воспитанник футбольного клуба «Минск». В 2017 начал выступать за дубль. В начале 2018 года начал привлекаться также к основной команде. Дебютировал в высшей лиге Беларуси 20 мая 2018 года в матче против могилевского «Днепра» (0:0), выйдя на замену в конце встречи. В сезоне 2019, благодаря травмам основных защитников столичного клуба, стал чаще получать место в главной команде минчан.
В июле 2019 года стало известно об интересе к молодому защитника со стороны «Зенита». В августе 2019 года перешел в санкт-петербургский клуб на правах аренды с правом выкупа, однако за полсезона провёл только 6 матчей в молодёжном первенстве России. В 2020 году вернулся в «Минск», где был игроком основы.
В 2021 году, пройдя все три зимних сбора, подписал контракт с российским клубом первенства ФНЛ «Крылья Советов» (Самара) на 2 года. Дебютировал в игре против «Чертаново» 6 марта 2021 года.
В январе 2022 года отправился на турецкий сбор с московским «Велесом», который в феврале оформил аренду футболиста.
В январе 2023 года футболист на правах аренды перешёл в «Ротор» до конца сезона. В июне 2023 года футболист подписал с клубом полноценное трудовое соглашение. В сезоне-2024/25 провел за «Ротор» 27 матчей, забил 3 гола и отдал 4 результативные передачи. По окончании сезона перешёл в екатеринбургский «Урал».

## Международная карьера
В октябре 2017 года в составе юношеской сборной Беларуси принимал участие в отборочном раунде чемпионата Европы, где сыграл во всех трех матчах. В октябре 2019 года выступал за юниорскую сборную в квалификационном раунде чемпионата Европы. 4 сентября 2020 года дебютировал в молодёжной сборной, выйдя в стартовом составе в отборочном мачте чемпионата Европы против Нидерландов (0:7), однако уже на 7-й минуте был удалён.
15 ноября 2024 года дебютировал за национальную сборную Беларуси, провел 18 минут в официальном матче с командой Северной Ирландии.

## Клубная статистика
| Выступление        | Выступление      | Выступление      | Лига | Лига | Кубки | Кубки | Итого | Итого |
| Клуб               | Лига             | Сезон            | Игры | Голы | Игры  | Голы  | Игры  | Голы  |
| ------------------ | ---------------- | ---------------- | ---- | ---- | ----- | ----- | ----- | ----- |
| Минск              | Высшая лига      | 2018             | 1    | 0    | 1     | 0     | 2     | 0     |
| Минск              | Высшая лига      | 2019             | 13   | 0    | 2     | 0     | 15    | 0     |
| Минск              | Высшая лига      | 2020             | 22   | 0    | —     | —     | 22    | 0     |
| Минск              | Итого            | Итого            | 36   | 0    | 3     | 0     | 39    | 0     |
| Крылья Советов     | ФНЛ              | 2020/21          | 4    | 0    | 0     | 0     | 4     | 0     |
| Крылья Советов     | Итого            | Итого            | 4    | 0    | 0     | 0     | 4     | 0     |
| → Крылья Советов-2 | ПФЛ              | 2020/21          | 5    | 0    | —     | —     | 5     | 0     |
| → Крылья Советов-2 | Итого            | Итого            | 5    | 0    | —     | —     | 5     | 0     |
| → Велес            | Первая лига      | 2021/22          | 12   | 0    | —     | —     | 12    | 0     |
| → Велес            | Первая лига      | 2022/23          | 18   | 1    | —     | —     | 18    | 1     |
| → Велес            | Итого            | Итого            | 30   | 1    | —     | —     | 30    | 1     |
| Ротор              | Первая лига      | → 2022/23        | 10   | 0    | —     | —     | 10    | 0     |
| Ротор              | Вторая лига      | 2023/24          | 4    | 0    | 1     | 0     | 5     | 0     |
| Ротор              | Итого            | Итого            | 14   | 0    | 1     | 0     | 15    | 0     |
| Всего за карьеру   | Всего за карьеру | Всего за карьеру | 89   | 1    | 4     | 0     | 93    | 1     |